# Emile Jansen

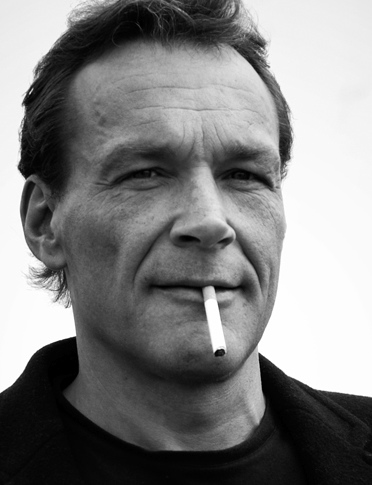
Emile Jansen

Emile Jansen (* 21. November 1959 in Apeldoorn, Gelderland, Niederlande; † 18. November 2024) war ein niederländischer Filmproduzent, Regisseur und Schauspieler.

## Leben
Jansen studierte an der niederländischen „Arnhem Drama Schule“. 
Danach spielte er in zuerst im Film Te Gek Om Los te Lopen und verschiedenen Fernsehfilmen und Serien mit. 1989 übernahm er eine Rolle im Film Gwang tin lung fu wui der auch unter dem internationalen Titel China White bekannt ist. 2005 führte er zusammen mit Ward Latier und Anne de Clercq Regie beim 22-minütigen Kurzfilm AlexFM. Im Jahr 1996 übernahm er eine Rolle im Film Advocaat van de Hanen. Zwischen 2004 und 2006 war er mit Gastrollen in den Serien Ernst, Bobbie en de rest, Samen und Koppels zu sehen.
2006 spielte er in dem Video zu Ernst, Bobbie en de rest: De grote sinterklaashow mit und übernahm im selben Jahr eine Rolle als Direktor in der Mini-Serie Juliana, prinses van oranje.
Danach folgten mehrere Film- und Fernsehproduktionen. 2007 wirkte er in der Rolle eines Nachbarn in einer Folge der Fernsehserie Hausmeister Krause – Ordnung muss sein mit. Im selben Jahr wirkte er in mehreren Filmen mit sowie in der Mini-Serie Wie is de dader? in der Rolle des „Willem“. Eine weitere Gastrolle übernahm er in der Serie Flikken Maastricht und drehte danach zwei weitere Filme.
In dem 2008 gedrehten Kinofilm Mein Kriegswinter, übernahm er die Rolle des „Meneer Knopper“. Der Film ist auch unter dem englischen Titel Winter in Wartime bekannt und wurde 2009 auch für den Satellite Award nominiert.
Jansen spielte 2009 in zwei Episoden der Fernsehserie De hoofdprijs mit und übernahm danach eine Rolle in dem von ihm produzierten Film Jack Said, der in den USA unter dem Titel Paul Tanter's Jack Said auf DVD erschien. Bis 2010 übernahm er weitere Gastrollen in den Serien In het vuur van de storm, Goede tijden, slechte tijden und Verborgen verhalen.

## Filmografie

### Filme
- 1981: Te Gek Om Los te Lopen (Nicht im Abspann genannt)
- 1989: Gwang tin lung fu wui (International: China White)
- 1996: Advocaat van de Hanen
- 2006: Zwartboek (International: Black Book / Nicht im Abspann genannt)
- 2007: Contained
- 2007: Ik ook
- 2007: Fatum
- 2007: Buuv
- 2008: Mein Kriegswinter (International: Winter in Wartime)
- 2009: Jack Said (USA, DVD-Titel: Paul Tanter's Jack Said)

### Fernsehfilme/-serien
- 2010: Verborgen verhalen (1 Episode)
- 2004 und 2010: Goede tijden, slechte tijden (International: Good Times, Bad Times; 27 Episoden)
- 2009 und 2010: In het vuur van de storm (3 Episoden)
- 2009: De hoofdprijs (2 Episoden)
- 2007: Flikken Maastricht (1 Episode)
- 2007: Wie is de dader?" (TV-Mini-Serie)
- 2007: Hausmeister Krause – Ordnung muss sein (1 Episode)
- 2006: Grijpstra & de Gier (1 Episode)
- 2006: Juliana, prinses van oranje (TV-Mini-Serie)
- 2006: Koppels (1 Episode)
- 2005: Samen (2 Episoden)
- 2004: Ernst, Bobbie en de rest (1 Episode)
- 1989 und 1992: Zeg 'ns Aaa (2 Episoden)
- 1982: Moord voor beginners (TV-Film)
- 1982: Maya (TV-Film)